# آرسن هاروتیونیان
آرسن هاروتیونیان (ارمنی: Արսէն Հարությունյան؛ زادهٔ ۱۶ مارس ۱۹۶۸) اسکی‌باز مرد اهل ارمنستان است که در رشته اسکی آلپاین در بازی‌های المپیک زمستانی ۱۹۹۸ و بازی‌های المپیک زمستانی ۲۰۰۲ به رقابت پرداخت. هاروتیونیان پرچمدار کاروان ورزشی ارمنستان در مراسم افتتاحیه بازی‌های المپیک زمستانی ۲۰۰۲ لندن بود.
وی در مسابقات قهرمانی اسکی آلپاین جهان ۱۹۹۹ و مسابقات قهرمانی اسکی آلپاین جهان ۲۰۰۱ در رشته‌های اسکی مارپیچ کوچک و اسکی مارپیچ بزرگ به رقابت پرداخت.

## زندگی‌نامه
وی در ۱۶ مارس ۱۹۶۸ در تساغکادزور به دنیا آمد.